# La insolación (cuento)
La insolación es un cuento del escritor uruguayo Horacio Quiroga publicado en Cuentos de amor de locura y de muerte en 1917.

## Argumento
La historia es narrada desde la visión  de los perros que viven en una finca en una región en la cual predomina el calor. Old es el cachorro y Milk es su padre. El dueño se llama Míster Jones, un señor que bebe mucho, pero es muy cariñoso y bondadoso con sus animales. Un día una extraña figura se les aparece, mientras que el cachorro se emociona creyendo que es Míster Jones, los otros perros le advierten que es la muerte y que su aparición significa que pronto alguien se va a morir. Los perros preocupados por esta señal siguen a su amo a todas partes ya que viven muy contentos con Míster Jones y les aterra la idea de tener un nuevo amo que les maltrate. La muerte vuelve a aparecerse, pero esta vez se lleva a un caballo, esto los hace calmarse y pensar que ya no iba a volver. Pero, mientras Míster Jones estaba en la finca trabajando bajo el sol, viene la muerte y se lo lleva. El hermano de Míster Jones viene a liquidar toda la finca, y los perros se dividen entre la gente indígena, y se convierten en perros hambrientos y sarnosos. 

## Personajes
- Personajes principales: Old, un cachorro y Mr. Jones, el dueño de este
- Personajes secundarios: Demás perros, Milk, Prince, Dick, Isondú, luego el peón, Mr. Moore medio hermano de Jones.

Los personajes (Animales) son personificados, con esto se refiere a que son como humanos, hablan su situación. Por otro lado, el señor Jones no tiene habla en el cuento, lo cual lo deja sin características prácticamente, Old; es un fox terrier cachorro, típico estereotipo de perro cachorro, Milk (padre de Old) por otro lado que es el padre presenta alguna características más que Old este es más sobreprotector, inteligente y perspicaz.
No hay mucho más que destacar de los demás perros; estos no presentan casi ninguna característica a destacar en particular, pero aportan indudablemente al cuento. Generalizando el cuento trata sobre "La muerte" y como esta aparece para aterrar a los personajes, sienten más miedo, pánico y nerviosismo las cuales son características en todos los perros del cuento.

## Análisis
Como los demás cuentos de Quiroga, La Muerte juega un papel preponderante en la narrativa. Está se manifiesta como una aparición que es únicamente percibida por los perros, entendiendo esta como una señal del pronto fallecimiento de su amo. Durante la historia, el calor perpetuo y el sol inclemente incitan una suerte de carácter onírico a los acontecimientos, sirviendo a su vez de herramientas para acrecentar la intensa incertidumbre de la acción.